# لويس نيكول
لويس نيكول (بالفرنسية: Louis Nicolle)‏ هو سياسي فرنسي، ولد في 16 يونيو 1871 في ليل في فرنسا، وتوفي في 23 يوليو 1942 في باريس في فرنسا. حزبياً، نشط في Republican Federation ‏. وقد انتخب نائب فرنسي.